# كريستوفر ريفيرا
كريستوفر ريفيرا هو لاعب هوكي الجليد سويسري، ولد في 2 أكتوبر 1986 في جنيف في سويسرا.

## وصلات خارجية
- كريستوفر ريفيرا على موقع EliteProspects.com (الإنجليزية)
- كريستوفر ريفيرا على موقع Eurohockey.com (الإنجليزية)
- كريستوفر ريفيرا على موقع HockeyDB.com (الإنجليزية)